# Sabline à deux fleurs
Arenaria biflora
Espèce
La Sabline à deux fleurs (Arenaria biflora) est une espèce de plantes vivaces de la famille des Caryophyllacées.